# Georges Leekens
Georges Leekens, né le 18 mai 1949 à Meeuwen (Belgique), est un footballeur belge devenu entraîneur.

## Biographie

### Joueur
International (trois sélections) pendant sa carrière de joueur, il était surnommé « Long Couteau » ou « Mac The Knife » en référence à un jeu plutôt viril et à une propension à effectuer des tacles. 
Il joue 351 matches officiels et marque six buts au FC Bruges en neuf saisons, de 1972 à 1981, avec à la clé cinq titres de champion et une Coupe de Belgique.

### Entraîneur
Après avoir raccroché les crampons, il effectue une carrière d'entraîneur dans les principaux clubs de Belgique, mais aussi à l'étranger.
En mai 2010, il est choisi pour devenir le nouveau sélectionneur des "Diables Rouges". Pour son premier match, les Belges s'imposent dans les dernières secondes 2-1 face aux Bulgares. Le dimanche 13 mai 2012, à la surprise générale, Georges Leekens informe qu'il signe un contrat de trois ans pour le Club Bruges, abandonnant de ce fait la sélection des Diables Rouges. Le 4 novembre 2012, six mois après avoir été engagé, il est démis de ses fonctions au FC Bruges.
Le 27 mars 2014, il signe un contrat de deux ans avec la Fédération tunisienne de football afin d’entraîner les Aigles de Carthage pour un salaire mensuel de 25 000 euros.  Pour son premier tournoi avec la Tunisie, Georges Leekens parvient à emmener l'équipe jusqu'en quarts de finale, son équipe étant éliminée 1-2 aux prolongations par la Guinée équatoriale, le pays organisateur de la CAN 2015. Le 27 juin 2015, la fédération tunisienne annonce avoir résilié son contrat à l'amiable.
Le 25 octobre 2015, Leekens revient en Belgique et succède à Bob Peeters au KSC Lokeren, club qu'il retrouve pour la troisième fois, avec pour mission de le maintenir en Jupiler Pro League. Il réussit sa mission mais est limogé le 26 octobre 2016, en raison d'un début de saison manqué.
Le 27 octobre 2016, il redevient le sélectionneur de l'Algérie, en remplacement de Milovan Rajevac et après son passage en 2003. Après une succession de mauvais résultats (2 nuls et 2 défaites en 4 matchs officiels) et l'élimination de l'Algérie de la CAN dès le premier tour, il démissionne de son poste le 24 janvier 2017. Lucas Alcaraz lui succède,.
Le 30 octobre 2017 il est nommé sélectionneur de la Hongrie pour remplacer l'Allemand Bernd Storck limogé deux semaines auparavant.
Il ne sera toutefois pas présent pour les deux premiers matchs amicaux de sa nouvelle sélection et laissera sa place à son adjoint.
Il est limogé de la sélection hongroise le 18 juin 2018.

## Palmarès

### Joueur
- Champion de Belgique en 1973, 1976, 1977, 1978 et 1980 avec le FC Bruges
- Vainqueur de la Coupe de Belgique en 1977 avec le FC Bruges
- Finaliste de la Ligue des Champions en 1978 avec le FC Bruges

### Entraîneur
- Vainqueur de la Coupe de Belgique en 1985 avec le Cercle Bruges
- Champion de Belgique 1990 avec le FC Bruges
- Vainqueur de la Coupe de Belgique en 1991 avec le FC Bruges
- Élu Entraîneur de l'année en 1990 avec le FC Bruges
- Vainqueur de la Coupe Kirin en 1999 avec les Diables Rouges

## Monsieur 90%
En mai 2012, à l'époque un peu à la surprise générale, Georges Leekens quitte son poste de sélectionneur des "Diables Rouges" et signe au Club Brugeois. Lors d'une conférence de presse, le technicien déclare qu'il considère que 90% du travail est accompli et que l'équipe nationale "n'a plus qu'à" se qualifier pour le mondial brésilien . Ces propos prêtent autant aux sourires, qu'aux critiques dans la presse belge. Leekens est ainsi péjorativement surnommé "M 90%" par moquerie.